# Cryptocarya mackinnoniana
Cryptocarya mackinnoniana är en lagerväxtart som beskrevs av Ferdinand von Mueller. Cryptocarya mackinnoniana ingår i släktet Cryptocarya och familjen lagerväxter. Inga underarter finns listade i Catalogue of Life.